# Maoča (ort i Bosnien och Hercegovina, Brčko)
Maoča är en ort i Bosnien och Hercegovina.   Den ligger i distriktet Brčko, i den nordöstra delen av landet, 100 km norr om huvudstaden Sarajevo. Maoča ligger 179 meter över havet och antalet invånare är 2 886.
Terrängen runt Maoča är kuperad åt sydväst, men åt nordost är den platt.Runt Maoča är det ganska tätbefolkat, med 100 invånare per kvadratkilometer.. Närmaste större samhälle är Brčko, 16,6 km nordost om Maoča. 
Omgivningarna runt Maoča är en mosaik av jordbruksmark och naturlig växtlighet.